# Iglesia de Santa María (Toralla)

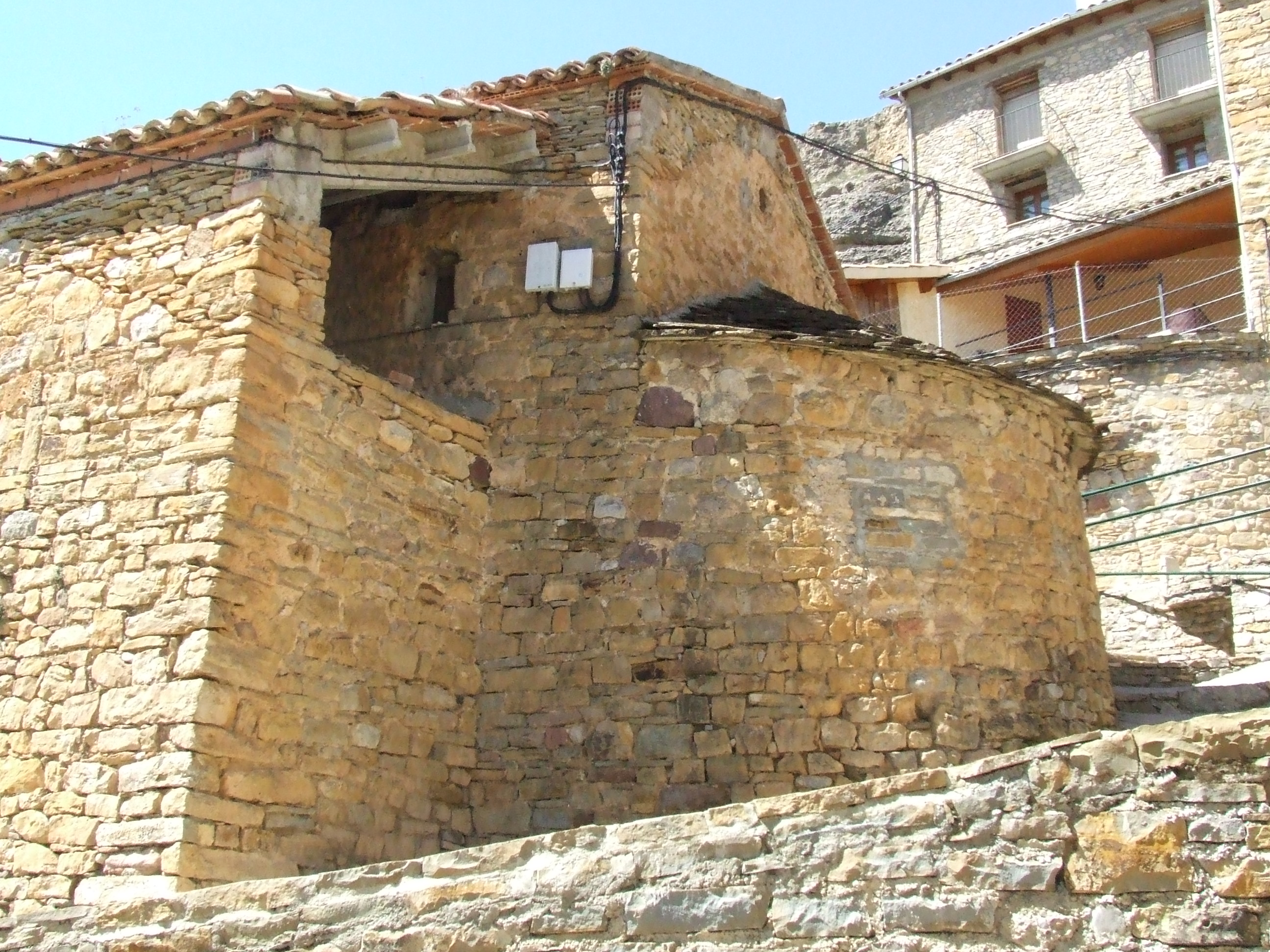
Vista de la iglesia.

Santa María de Toralla, es la iglesia parroquial románica del pueblo de Toralla, perteneciente al municipio de Conca de Dalt, en el Pallars Jussá. Hasta 1969 formaba parte del término municipal de Toralla y Serradell.

## Historia
La iglesia parroquial de Santa María ha tenido varias advocaciones a lo largo de la historia. La más antigua que se conoce es la de Santa Magdalena: consta así en 1314, mientras que en 1758 aparece dedicada a Nuestra Señora de los Ángeles. En 1904 ya consta con el patronazgo de santa María. Centraba una agrupación parroquial que tenía como sufragistas a San Martín de Torallola y San Cristóbal de Puimanyons. En la actualidad está agrupada a la parroquia de La Puebla de Segur.
Es una iglesia pequeña, de una sola nave sobrealzada modernamente, con ábside semicircular a levante. Tiene un campanario de espadaña en la fachada de poniente. El ábside, hecho de sillares irregulares formando hileras regulares, es la parte original románica del edificio. Conserva la cubierta de losas original.